# Seznam moravských zemských hejtmanů

Moravská orlice

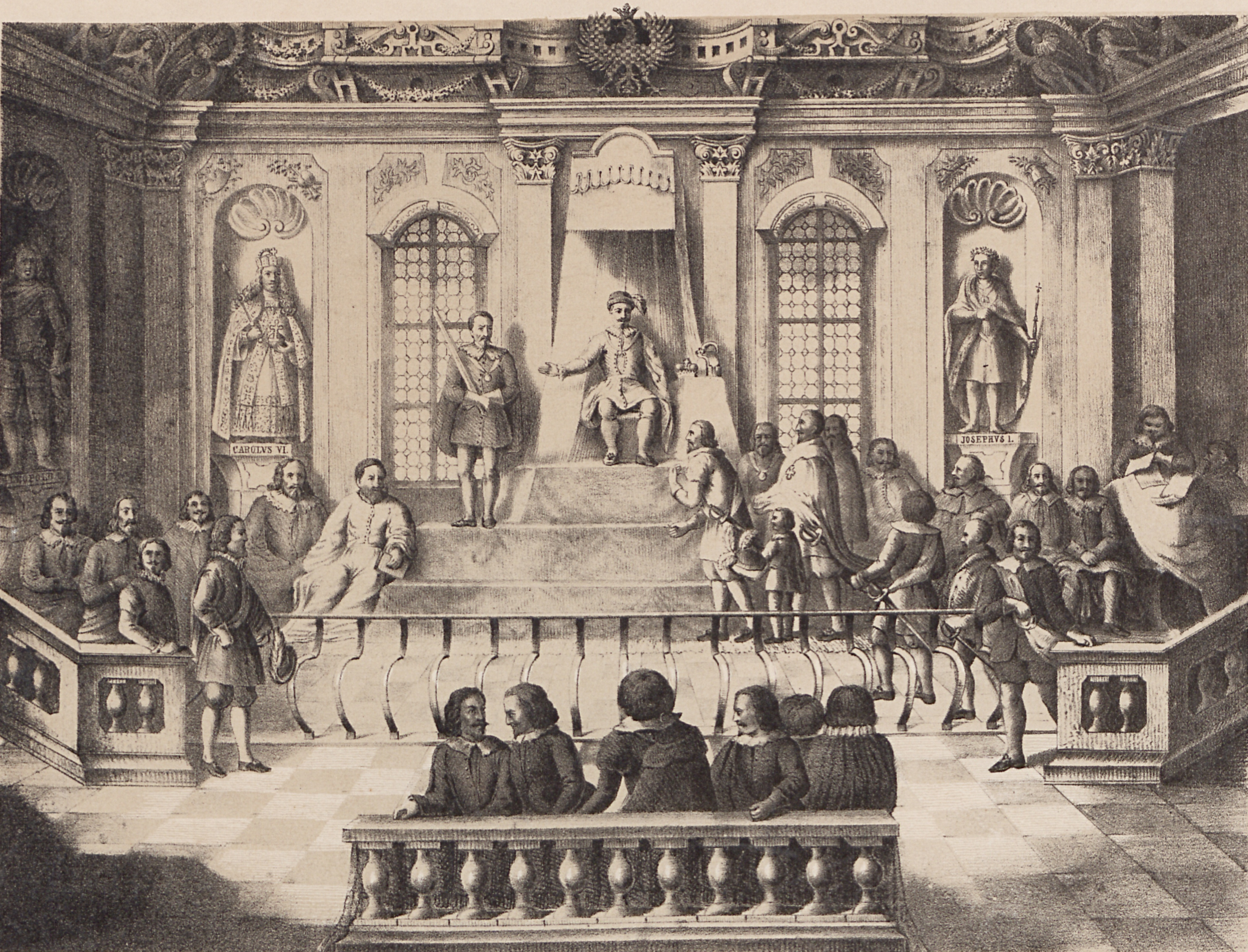
Velké zemské právo Moravské. Zasedání moravského zemského soudu v Zemském domě. Kresba Mořice Viléma Trappa z roku 1858 podle dnes již neexistující fresky od neznámého autora ze 30. let. 18. století nacházející se v tribunální síni Starého zemského domu (dnes Nová radnice)

Seznam moravských zemských hejtmanů obsahuje jména moravských zemských hejtmanů, nejvyšších zemských úředníků na Moravě, kteří v době nepřítomnosti zastupovali panovníka, později stáli v čele předních úřadů v zemi.

## 13. století
- 1298 Rajmund z Lichtenburka

## 14. století
- 1300–1308 Jan z Meziříčí
- 1308 Vítek ze Švábenic
- 1310 Smil z Obřan
- 1315 Jan z Vartenberka
- 1318 Sezema z Jevišovic
- 1318 Vilém z Lomnice
- 1321–1329 Jindřich z Lipé
- 1329 Jan z Boskovic
- 1330–1331 Jan z Lipé
- 1331 Beneš z Vartenberka
- 1331 Jan z Boskovic
- 1338 Valtr z Hrádku
- 1339 Vznata z Lomnice
- 1339 Čeněk z Lipé
- 1345 Albert a Štěpán ze Šternberka
- 1345–1351 Vilém z Landštejna
- 1376–1379 Jan starší Meziříčský z Lomnice
- 1380 Beneš z Vartemberka
- 1385 Vaněk z Potštejna
- 1378–1388 Ješek Puška z Kunštátu
- 1398–1399 Vilém I. z Pernštejna
- 1391 Ješek Puška z Kunštátu
- 1399 Erhard z Kunštátu

## 15. století
- 1406 Lacek z Kravař
- 1406–1409 Hynek z Pacova
- 1409–1411 Erhard z Kunštátu
- 1411–1416 Lacek z Kravař
- 1417–1420 Petr z Kravař a na Strážnici
- 1420 Jindřich z Kravař a na Plumlově
- 1421 Vilém I. z Pernštejna
- 1422–1424 Petr z Kravař a na Strážnici
- 1425 Lipolt I. Krajíř z Krajku
- 1426 Hašek z Valdštejna
- 1427–1434 Jan z Lomnice
- 1437[zdroj?] Vaněk z Boskovic
- 1437–1438, 1440–1459[zdroj?] Jan Tovačovský z Cimburka
- 1459[zdroj?]–1461 Viktorin z Poděbrad, kníže z Minsterberka
- 1463–1464 Jindřich VIII. z Lipé
- 1465–1469 Viktorin z Poděbrad, kníže z Minsterberka
- 1469–1494 Ctibor Tovačovský z Cimburka
- 1494–1496 Vratislav I. z Pernštejna
- 1496–1515 Jan Meziříčský z Lomnice

## 16. století
- 1515–1519 Jan z Pernštejna
- 1519–1523 Arkleb z Boskovic
- 1523–1524 Jan Kuna z Kunštátu
- 1525 Jan starší ze Šternberka a Holešova
- 1526–1528, 1530 Jan z Pernštejna
- 1530–1540 Jan Kuna z Kunštátu
- 1540 Kryštof z Boskovic
- 1541, 1547–1556 Václav z Ludanic a na Chropyni
- 1557–1561 Zdeněk Brtnický z Valdštejna
- 1561–1566 Pertold z Lipé
- 1567–1572 Zachariáš z Hradce
- 1573–1578 Zdeněk Lev z Rožmitálu
- 1578–1582 Hanuš Haugvic z Biskupic
- 1582–1590 Hynek Brtnický z Valdštejna
- 1590–1594 Hynek starší z Vrbna
- 1594–1598 Bedřich ze Žerotína
- 1598–1602 Jáchym Haugvic z Biskupic

## 17. století
- 1603–1604 Ladislav Berka z Dubé a Lipé – poprvé
- 1604–1607 Karel z Lichtenštejna
- 1608 Ladislav Berka z Dubé a Lipé – podruhé
- 1608–1614 Karel starší ze Žerotína
- 1615–1619 Ladislav IV. Popel z Lobkovic (1566–1621) – poprvé
- 1619–1621 Ladislav Velen ze Žerotína
- 1621 Ladislav IV. Popel z Lobkovic (1566–1621) – podruhé
- 1621–1636 František z Ditrichštejna (od r. 1624 kníže)
- 1637 kníže Maxmilián z Ditrichštejna
- 1637–1640 hrabě Julius Salm z Neuburku
- 1640–1641 hrabě Kryštof Pavel z Lichtenstein-Kastelcornu, hrabě Jan z Rottalu, hrabě František Magnis ze Strážnice
- 1642–1648 hrabě Kryštof Pavel z Lichtenstein-Kastelcornu
- 1648–1655 hrabě Jan z Rottalu
- 1655–1664 hrabě Gabriel Serényi
- 1664–1666 kníže Ferdinand z Ditrichštejna
- 1666–1667 biskup Karel II. z Lichtenstein-Kastelcornu
- 1667 hrabě Jiří Štěpán Bruntálský z Vrbna
- 1667–1700 hrabě František Karel Libštejnský z Kolovrat

## 18. století
- 1701–1704 hrabě Karel Maxmilián z Thurn-Valsassiny
- 1704–1714 hrabě František Josef z Oppersdorfu
- 1714–1719 hrabě Jeroným z Colloreda
- 1719–1720 hrabě František Josef z Valdštejna
- 1720–1746 hrabě Maxmilián Oldřich z Kounic
- 1748–1753 hrabě František Josef Heissler
- 1753–1760 hrabě Jindřich Kajetán z Blümegenu
- 1760–1763 úřad neobsazen[2] (vedením pověřen prezident Královské reprezentace František Antonín ze Schrattenbachu)[3]
- 1763–1770 hrabě František Antonín ze Schrattenbachu
- 1770–1772 hrabě Arnošt z Kounic
- 1773–1782 hrabě Jan Kryštof z Blümegenu
- 1782–1787 hrabě Ludvík Cavriani
- 1787–1801 hrabě Alois Ugarte

## 19. století
- 1802–1804 hrabě Josef Karel z Ditrichštejna
- 1805 hrabě Josef František z Wallisu
- 1805–1813 hrabě Prokop Lažanský z Bukové
- 1815–1827 hrabě Antonín Bedřich Mitrovský z Mitrovic a Nemyšle
- 1827–1834 hrabě Karel Inzaghi
- 1834–1845 hrabě Alois Ugarte
- 1845–1848 hrabě Rudolf Stadion
- 1848–1860 hrabě Leopold Lažanský z Bukové, místodržitel (jako předseda zemského výboru)
- 1860 princ Karel Jan z Lobkowicz
- 1861–1867 hrabě Emanuel Dubský z Třebomyslic – poprvé
- 1867 kníže Hugo Karel Eduard ze Salm-Reifferscheidt-Raitze – poprvé
- 1867–1870 hrabě Emanuel Dubský z Třebomyslic – podruhé
- 1870–1871 svobodný pán Adalbert Widmann – poprvé
- 1871 kníže Hugo Karel Eduard ze Salm-Reifferscheidt-Raitze – podruhé
- 1871–1884 svobodný pán Adalbert Widmann – podruhé
- 1884–1906 hrabě Felix Vetter z Lilie

## 20. století
- 1906–1918 hrabě Otto Serényi